# Debbie Jacobs
Debbie Jacobs (Baltimora, 10 novembre 1955) è una cantante e filantropa statunitense.

## Biografia
Afroamericana di Baltimora, da bambina ha cantato nel coro gospel della sua chiesa. Assunta a 17 anni come cantante presso un locale jazz, ha poi sfondato in un genere musicale completamente diverso. Debbie Jacobs ha infatti inciso con successo alcune canzoni disco alla fine degli anni '70 e all'inizio del decennio seguente; nel marzo 1980 è stata la numero 1 nelle classifiche discografiche USA con High on Your Love. Un altro suo pezzo , Don't You Want My Love, è riuscito anch'esso a inserirsi nella top 10 dei singoli USA, pur senza conquistare la vetta. Debbie Jacobs ha pubblicato solo due album, entrambi prodotti da Paul Sabu per MCA: Undercover Lover (1979) e High on Your Love (1980). In quegli anni si è esibita dal vivo nel leggendario Studio 54. Anche dopo il tramonto della discomusic, Debbie Jacobs è rimasta fedele al genere pubblicando vari singoli per etichette minori come Sunergy, Personal, Fantasia e Diva. Inoltre ha collaborato con Patrick Cowley e Paul Parker.
Debbie Jacobs ha in seguito preferito lasciare il mondo della musica, per occuparsi di bambini provenienti da famiglie alle prese col virus HIV. A tale scopo ha tra l'altro fondato il Baltimore Pediatric HIV Program, Inc., che è stato rinominato LIGHT Health & Wellness Comprehensive Services, Inc. nel 2006.

## Discografia

### Album
- Undercover Lover  (1979)
- High on Your Love (1980)